# Большая Ирба (городское поселение)
Посёлок Большая Ирба - муниципальное образование со статусом городского поселения в Курагинском районе Красноярского края.
Административный центр — пгт Большая Ирба.
В рамках административно-территориального устройства соответствует административно-территориальной единице посёлок городского типа Большая Ирба.

## Население
| 2010  | 2011  | 2012  | 2013  | 2014  | 2015  | 2016  |
| ----- | ----- | ----- | ----- | ----- | ----- | ----- |
| 4681  | ↘4671 | ↘4662 | ↘4640 | ↘4529 | ↘4448 | ↘4324 |
| 2017  |       |       |       |       |       |       |
| ↘4316 |       |       |       |       |       |       |

## Состав
В состав городского поселения входят 2 населённых пункта:
| № | Населённый пункт | Тип населённого пункта      | Население |
| - | ---------------- | --------------------------- | --------- |
| 1 | Большая Ирба     | пгт, административный центр | ↘4008     |
| 2 | Поначево         | село                        | 217       |

Упразднены
- посёлок Сидорово[12]
- деревня Знаменка[13]

Знаменка, Поначево (Паначево) и Сидорово были переданы в подчинение Большой Ирбы (Ирбинский поссовет) из упразднённого Поначевского (Паначевского) сельсовета Решением Малого Совета Красноярского краевого Совета народных депутатов от 21.05.1992 № 98-м.

## Местное самоуправление
Дата избрания: 14.03.2010. Срок полномочий: 5 лет. Количество депутатов: 10
Глава муниципального образования
- Корнева Наталья Николаевна. Дата избрания: 14.03.2010. Срок полномочий: 5 лет